# Лакатош, Владимир Павлович
Владимир Павлович Лакатош (14 декабря 1923 — 3 августа 2014) — генерал-майор авиации, Герой Советского Союза (1945), Заслуженный военный лётчик СССР (1971).

## Биография
Родился 14 декабря 1923 года на станции Рутченково Донецка. В Красной Армии с 1941 года. В 1943 году окончил Челябинскую военную авиационную школу стрелков-бомбардиров. В марте–мае 1943 года стрелок-бомбардир 46-го запасного авиационного полка (г. Алатырь, Чувашия), с мая 1943 года – штурман звена 392-го ночного бомбардировочного авиационного полка, формировавшегося там же. В действующей армии с августа 1943 года. Сражался на Степном и 2-м Украинском фронте.
К февралю 1944 года совершил 108 боевых вылетов на бомбардировку и уничтожение скоплений войск и особо важных объектов в тылу противника.
Особо отличился в ходе Корсунь-Шевченковской операции. В ночь на 17 февраля 1944 года младший лейтенант В.П. Лакатош первым в полку вылетел на выполнение боевой задачи по бомбардировке скопления войск гитлеровцев в селе Шендеровке. Несмотря на сплошной снегопад, полное отсутствие видимости, сильную болтанку и обледенение самолёта, отважный воин сумел привести самолёт на цель, удалённую на 145 километров, и сброшенными зажигательными бомбами вызвал два очага пожара. Этим был обеспечен выход на цель последующим воздушным экипажам. Боевая задача была выполнена полностью. 23 февраля 1945 года за образцовое выполнение боевых заданий командования и проявленные при этом мужество и героизм младшему лейтенанту Владимиру Павловичу Лакатошу присвоено звание Героя Советского Союза с вручением ордена Ленина и медали «Золотая Звезда».
Всего за время войны выполнил 303 боевых вылета.
После войны продолжал службу в ВВС СССР и ПВО. В 1971 году занимал должность главного штурмана Московского округа ПВО. С 1983 года генерал-майор авиации Лакатош в запасе. Умер 3 августа 2014 года. Похоронен в Москве на Митинском кладбище.
Был также награждён орденами Красного Знамени (дважды), Отечественной войны 1-й и 2-й степеней, Красной Звезды, «За службу Родине в Вооружённых Силах СССР» 3-й степени, румынским орденом Тудора Владимиреску 5-й степени, орденом Звезды Венгерской Народной Республики 3-й степени с мечами, медалями. 
Почётный гражданин г. Корсунь-Шевченковский (Черкасская область, Украина).